# غيل بروير
غيل بروير (بالإنجليزية: Gil Brewer)‏ (20 نوفمبر 1922، كاناندياجو في الولايات المتحدة - 9 يناير 1983، سانت بيترسبرغ في الولايات المتحدة)؛ كاتب وروائي أمريكي.

## روابط خارجية
- غيل بروير على موقع IMDb (الإنجليزية)
- غيل بروير على موقع ألو سيني (الفرنسية)
- غيل بروير على موقع أول موفي (الإنجليزية)
- غيل بروير على موقع قاعدة بيانات الفيلم (الإنجليزية)
- غيل بروير على موقع كينوبويسك (الروسية)